# Leptodrassex
Leptodrassex es un género de arañas araneomorfas de la familia Gnaphosidae. Se encuentra en la zona paleártica. 

## Lista de especies
Según The World Spider Catalog 12.0:
- Leptodrassex algericus (Dalmas, 1919)
- Leptodrassex hylaestomachi (Berland, 1934)
- Leptodrassex memorialis (Spassky, 1940)
- Leptodrassex simoni Dalmas, 1919